# Almaleea cambagei
Almaleea cambagei là một loài thực vật có hoa trong họ Đậu. Loài này được (Maiden & Betcke) Crisp & P.H.W miêu tả khoa học đầu tiên.